# William Dunbar (esploratore)
William Dunbar (Elgin, 18 novembre 1750 – 15 ottobre 1810) è stato un naturalista, esploratore e astronomo scozzese naturalizzato statunitense.

## Biografia
William Dunbar nacque presso Elgin, in Scozia, figlio di Sir Archibald Dunbar e Anne Bayne.
Tra il 1763 e il 1767 studiò al King's College di Aberdeen. Nella primavera del 1771, partì da Londra per la città di Filadelfia, nelle Tredici colonie.
Si stabilì in seguito presso Baton Rouge, in Louisiana, e nel 1785 si sposò con Dinah Clark, da cui ebbe nove figli.
Si distinse alcuni anni dopo per aver partecipato, su richiesta dell'allora Presidente degli Stati Uniti d'America Thomas Jefferson, a numerose spedizioni di esplorazione, come la Spedizione di Lewis e Clark (1804-1806) e la Spedizione del Red River (1806).
William Dunbar era noto per i suoi talenti ingegneristici e scientifici, che impiegava nelle piantagioni. Inventò una pressa a vite e introdusse l'imballaggio cubico del cotone, e fu il primo a suggerire la produzione di olio di semi di cotone. Fu Surveyor General della Florida occidentale nel 1798 e fece le prime osservazioni meteorologiche nella valle del Mississippi nel 1799. Dunbar costruì un osservatorio astronomico a Union Hill vicino alla sua casa di Natchez, e lo aprì al pubblico. La sua dimora nei pressi delle piantagioni, The Forest, divenne un luogo di incontro per studiosi; uomini come il naturalista William Bartram e l'ornitologo Alexander Wilson erano ospiti frequenti.
Nel 1799 Daniel Clark, console statunitense di New Orleans, introdusse Dunbar a Thomas Jefferson (allora vicepresidente) con una lettera in cui si affermava "per la scienza, l'onestà e l'informazione generale [egli] è il primo personaggio in questa parte del mondo".  Attraverso Jefferson, Dunbar sarebbe stato presentato al resto dell'establishment scientifico americano. Dunbar non incontrò mai Jefferson di persona, ma i due corrisposero per molti anni, e Jefferson gli chiese di guidare la spedizione di Red River nel 1804 e di organizzarne un'altra nel 1806. Fu eletto nell'American Philosophical Society nel 1800 e contribuì con dodici articoli al Society Transactions su argomenti di storia naturale, astronomia e lingua dei segni americana. Nel 1803 Dunbar, con altri, fondò la Mississippi Society for the Acquirement and Dissemination of Useful Knowledge per la diffusione della conoscenza. Dopo essere tornato dalle spedizioni, e fino alla sua morte nel 1810, si dedicò alla ricerca scientifica, raccogliendo una significativa raccolta di dati sul vocabolario indiano; realizzò diverse analisi chimiche in geologia, livelli fluviali stagionali, fossili, fenomeni astronomici e utilizzò un metodo per trovare la longitudine con mezzi astronomici.